# Yacine
Yassine ou Yacine (arabe : ياسين) est un prénom arabe mixte, majoritairement attribué à des garçons. Il s'agit du premier verset et titre de la sourate 36.

## Personnalités
- Yacine Adli, footballeur algérien
- Yacine Abdessadki, footballeur marocain
- Yacine Amaouche, footballeur algérien
- Yacine Belhousse, humoriste français, d'origine algérienne
- Yacine Bezzaz, footballeur algérien
- Yassine Bounou, footballeur marocain
- Yacine Brahimi, footballeur algérien
- Yacine Djebarat, footballeur algérien
- Yacine Douma, judoka français
- Yacine Elghorri, dessinateur et illustrateur français
- Yacine Hima, footballeur algérien
- Yacine Sene, joueuse française de basketball
- Yassine Belattar, chroniqueur, animateur de télévision français
- Yassine Bouchaâla, footballeur tunisien
- Yassine Boukhari, footballeur algérien
- Yassine Chikhaoui, footballeur tunisien
- Yassine El Ghanassy, footballeur marocain
- Yassine Idrissi, joueur de handball marocain
- Yassine Jaber, homme politique et homme d’affaires libanais
- Yassine Naoum, footballeur marocain
- Yacine Ouabed, poète, parolier et compositeur algérois
- Yacine Benabid, intellectuel algérien
- Kateb Yacine, né Yacine Kateb, écrivain algérien

## Patronyme
- Ahmed Yassine, fondateur et le dirigeant spirituel du Hamas.
- Abdullah Ibn Yassin, chef spirituel de la dynastie des Almoravides.
- Hussein Yassin Mahajne, acteur arabe israélien.
- Mohammad Yasin
- Omar Rabie Yassin, joueur de football professionnel égyptien.
- Rabie Yassin, ancien joueur de football professionnel égyptien.
- Rania al-Yassin, reine de Jordanie.